# Кодру (футбольный клуб, Лозова)
«Кодру» (рум. Codru) — молдавский футбольный клуб, базирующийся в Лозове Страшенского района. Клуб был основан в 1990 году и расформирован в 2021 году. Домашние матчи проводит на стадионе имени Николае Симатока, вмещающем 2000 зрителей. Сезоны 2019 и 2020/21 «Кодру» отыграл в Национальном дивизионе. Команда выступала в зелёной форме с белыми краями.

## История
Клуб основан 29 июля 1990 года. Команда более 20 лет выступала в низших дивизионах Молдовы. В сезоне 2018 года «Кодру» удалось добиться победы в дивизионе «A» (втором по силе дивизионе страны) и впервые выйти в чемпионат Молдовы. По итогам первого сезона команда заняла последнее восьмое место не завоевав ни одной победы по ходу турнира. В матче за право остаться высшем дивизионе «Кодру» обыграл «Спартаний» (1:0) и остался в чемпионате на следующий сезон.
Сезон 2020/21 команда также завершила на последнем месте и вылетела из высшего молдавского чемпионата. Единственную победу команда одержала в матче 20-го тура в игре против «Флорешты» (2:1). По ходу сезона ФИФА наложил запрет на клуб заявлять новых игроков из-за жалобы испанского клуба, требовавшего от «Кодру» 100 тысяч евро компенсации за игрока. Из 43 футболистов, сыгравших за «Кодру» в сезоне 2020/21 — 15 являлись легионерами.
Летом 2021 года руководство клуба объявило о слиянии с «Атлетиком» из города Страшены. По результатам договорённости новый клуб будет иметь название «Атлетик», унаследует инфраструктуру «Кодру» (спортивную базу, экипировку и инвентарь) и продолжит выступать в третьем по силе дивизионе Молдовы.

## Известные игроки
Игроками «Кодру» в разное время являлись футболисты, имевшие опыт игры за сборную Молдовы:
- Геннадий Орбу
- Артём Забун
- Игорь Андроник

## Главные тренеры
- Валерий Андроник (2018—2020)
- Симеон Булгару (2020)
- Денис Калинков (2020)
- Алексей Савинов (2021)

## Достижения
- Победитель Дивизион «A»: 2018

## Статистика
| Сезон   | Лига                  | Лига     | Лига | Лига | Лига | Лига | Лига | Лига | Лига | Кубок               | Прим.  |
| Сезон   | Дивизион              | Позиция  | И    | В    | Н    | П    | ГЗ   | ГП   | О    | Кубок               | Прим.  |
| ------- | --------------------- | -------- | ---- | ---- | ---- | ---- | ---- | ---- | ---- | ------------------- | ------ |
| 2012/13 | Дивизион B (центр)    | 5 из 10  | 18   | 7    | 5    | 6    | 27   | 30   | 26   |                     | [ 10 ] |
| 2013/14 | Дивизион B (центр)    | 7 из 10  | 16   | 4    | 3    | 9    | 33   | 43   | 15   |                     | [ 11 ] |
| 2014/15 | Дивизион B (центр)    | 2 из 10  | 18   | 10   | 3    | 5    | 48   | 26   | 33   | Второй предв. раунд | [ 12 ] |
| 2015/16 | Дивизион А            | 8 из 14  | 26   | 8    | 8    | 10   | 44   | 51   | 32   | 1/8 финала          | [ 13 ] |
| 2016/17 | Дивизион А            | 13 из 15 | 28   | 8    | 3    | 17   | 48   | 81   | 27   | 1/8 финала          | [ 14 ] |
| 2017    | Дивизион А            | 11 из 13 | 18   | 3    | 5    | 10   | 24   | 41   | 14   | Первый раунд        | [ 15 ] |
| 2018    | Дивизион А            | 1 из 12  | 22   | 14   | 6    | 2    | 53   | 20   | 48   | 1/8 финала          | [ 16 ] |
| 2019    | Национальный дивизион | 8 из 8   | 28   | 0    | 5    | 23   | 8    | 55   | 5    | 1/4 финала          | [ 4 ]  |
| 2020/21 | Национальный дивизион | 10 из 10 | 36   | 2    | 3    | 31   | 26   | 119  | 9    | 1/4 финала          | [ 17 ] |

1. ↑  Избежал вылета после победы в плей-офф на вылет